# Zuccarello
Zuccarello – miejscowość i gmina we Włoszech, w regionie Liguria, w prowincji Savona.
Według danych na rok 2004 gminę zamieszkiwało 289 osób, 28,9 os./km².